# Hell Morgan's Girl
Hell Morgan's Girl (Virtude e Vício (título em Portugal) ) é um filme mudo norte-americano de 1917, do gênero drama, dirigido por Joe De Grasse e estrelando Lon Chaney.

## Elenco
- Dorothy Phillips - Lola
- William Stowell - Roger Curwell
- Lon Chaney - Sleter Noble
- Lillian Rosine - Olga (como Lilyan Rosine)
- Joseph W. Girard - Oliver Curwell
- Alfred Allen - Hell Morgan